# Der Rikschamann (1958)
Der Rikschamann (Originaltitel: 無法松の一生 Muhōmatsu no isshō) ist ein japanischer Film, der am 22. April 1958 veröffentlicht wurde. Produziert und vertrieben wurde er von Tōhō, Regie führte Hiroshi Inagaki.

## Handlung
Japan, 1905: Matsugoro ist ein armer Rikschafahrer. Sein scharfer Verstand und sein optimistisches Temperament machen ihn bei den Bewohnern seiner Stadt beliebt. Eines Tages eilt Matsu einem verletzten Jungen namens Toshio zu Hilfe. Die Eltern Kotaro und Yoshioko nehmen seine Dienste in Anspruch, um den Jungen zum Arzt und wieder zurück zu bringen. Matsu schließt die Familie ins Herz. Als Toshios Vater stirbt, wird Matsu zu einer Art Ersatzvater für den Jungen, den er mit aufzieht. Er verliebt sich heimlich in Yoshioko, ist sich aber des Klassenunterschieds zwischen ihnen bewusst. Matsu glaubt, dass er für sie und seinen Sohn immer nur ein Rikschafahrer sein wird.

## Produktion
Inagaki drehte 1943 eine Verfilmung von The Life of a Pine Pit nach einem Drehbuch von Mansaku Itami, aber mehrere Szenen wurden aufgrund der Zensur durch das Innenministerium bei der Veröffentlichung des Films und durch die Besatzungsbehörden nach dem Krieg herausgeschnitten. Die Regie wurde wieder von Inagaki übernommen, der den durch die Zensur unvollständigen Film neu drehen wollte.
Der Film wurde bei den 19. Internationalen Filmfestspielen von Venedig eingereicht und gewann bei der Preisverleihung am 7. September 1958 den Goldenen Löwen. Inagaki nahm an der Preisverleihung in seinem Haori-Hakama teil und war so gerührt, dass er ein Telegramm mit den Worten "Torimashita nakimashita" nach Japan schickte. Neben diesem Film wurden auch Keisuke Kinoshitas Narayama Shukkou und Yasuzo Masumuras The Giant and the Toy für das Festival angemeldet, und obwohl sie sich mit Narayama Shukkou ein Wettrennen um den ersten Platz lieferten, gewann Narayama Shukkou mit überwältigender Unterstützung den Goldenen Löwen. Doch als Inagaki später mit ihm sprach, sagte er, dass er vorausgesagt habe, dass Narayama Shuseki mit Sicherheit den Großen Preis gewinnen würde, und dass das Auto der Nachrichtenagentur in Richtung Ofuna fuhr, wo sich Shochiku aufhielt. Inagaki schämte sich und sagte: "Es war schlimm, dass wir ihn bekommen haben." Wenn er außerhalb Japans sei, so Inagaki, nehme er Toho oder Shochiku nicht mehr wahr und sei voller Hoffnung, dass ein japanischer Film einen Preis gewinnen würde, "also selbst wenn es nicht mein Film gewesen wäre, hätte mein Telegramm nach Japan 'Torimashita Nakimashita' gelautet", sagte er mit Blick auf die dortige Preisverleihung.
Inagaki sagte auch: „Als ich den Preis gewann, freute ich mich mehr über die Glückwünsche von René Clair, der gekommen war, um zu feiern, als über den Grand Prix.“
In Inagakis Buch „日本映画の若き日々“ heißt es: "Der Hauptpreis von Venedig für meine Wiederbelebung von 'Muho Matsumatsu' hat bei mir schöne Erinnerungen geweckt" und "Ich habe 'Muho Matsumatsu' nach dem Krieg nur gemacht, weil die Vorkriegsversion zwei- oder dreimal unter der Zensurkatastrophe gelitten hat, so dass ich die ursprüngliche Form von Itamis Szenario bewahren wollte. Die Tatsache, dass der Film mit dem Großen Preis ausgezeichnet wurde, hat mich froh gemacht, dass ich ihn überhaupt gemacht habe".